# 三斗坪镇
三斗坪位于中国湖北省宜昌市夷陵区的西陵峡内。相传很久以前，有一户人家用三斗米作为本金在此開設客棧，供路過旅客食宿，故名三斗坪。
三峡工程大坝位于该地。

## 行政区划
三斗坪镇下辖以下地区：
三斗坪社区、黄陵庙村、黄牛岩村、南沱村、园艺村、棋盘山村、中堡村、高家冲村、石板村、秋千坪村、花鸡坡村、东岳庙村、新生村、石牌村、天桥村、柘木坪村、务河村、头顶石村、暮阳村和柏果淌村。

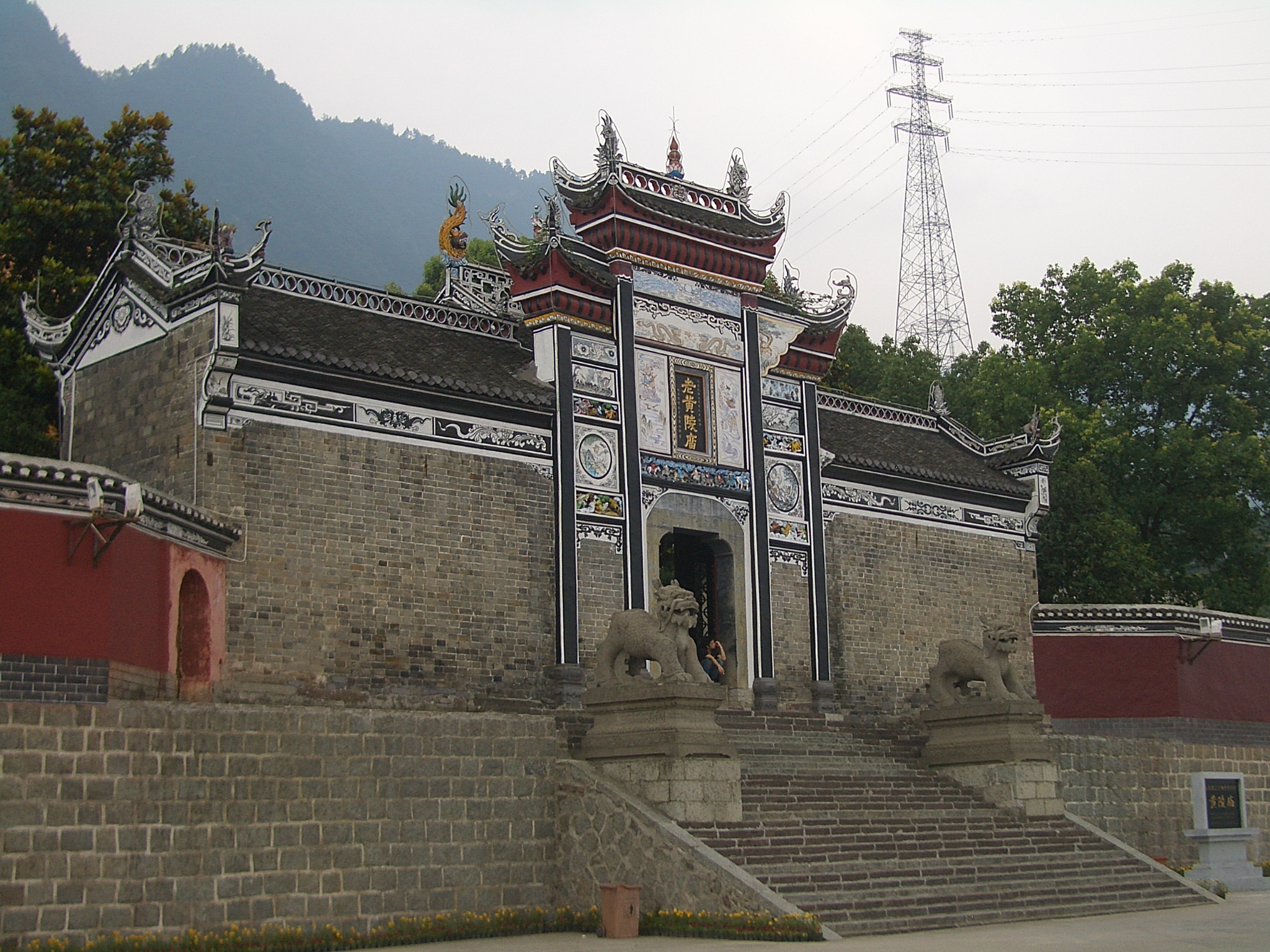
黄陵庙